# Hildegaire (évêque de Cologne)
Hildegar ou Hildegarius, mentionné dans les Annales de Saint-Amand (en) comme ayant été tué en Saxe en 753, est également cité dans d'autres chroniques franques, ce qui permet de préciser son identité.
Selon les Annales regni Francorum (Annales du royaume des Francs), Hildegarius était évêque, probablement de Cologne. Il fut tué par les Saxons lors d'une campagne militaire de Pépin le Bref en Saxe, dans un lieu nommé Iuberg. Malgré cette perte, Pépin remporta la victoire et poursuivit sa progression jusqu'à un endroit appelé Rimie. (The Imperial City of Cologne: From Roman Colony to Medieval ..., Annesl Regni Francorum - The Latin Library)
Les Annales Laurissenses (ou Annales de Lorsch) confirment également ces événements, mentionnant la mort de Hildegarius, évêque, tué par les Saxons dans le château de Iuberg, et précisant que Pépin atteignit ensuite un lieu nommé Kimie . (Annales Laurissenses et Eginhardi - Wikisource)
Ces sources concordantes indiquent que Hildegarius était un haut dignitaire ecclésiastique, probablement l'évêque de Cologne, et qu'il accompagna Pépin lors de sa campagne en Saxe, où il fut tué par les Saxons. Sa mort souligne les tensions et les dangers auxquels étaient confrontés les représentants de l'Église lors des efforts de christianisation et d'expansion du royaume franc.